# Дикая семёрка
«Дикая семёрка» (англ. The Savage Seven) — «байкерский» боевик 1968 года режиссёра Ричарда Раша с Адамом Роарком и Робертом Уокером в главных ролях.

## Сюжет
Маленький индейский посёлок где-то в полупустыне. Индейцы живут в полуразрушенных домах и трейлерах, заняты неквалифицированным трудом на подённой работе, получая за это небольшие деньги, и часто вспоминают своё прошлое, когда по прерии паслись стада бизонов и в их жизни не было белых.
В этот посёлок приезжают «Ангелы ада» во главе с Кисумом (Адам Роарк). Он знакомится с молоденькой официанткой Марсией, а затем с её братом Джонни — своеобразным лидером индейцев, и постепенно в глубине души проникается сочувствием к индейцам и начинает им помогать. «Ангелы» вместе с индейцами грабят магазин, принадлежавший местному белому бизнесмену Филмору, который является единственным работодателем индейцев и хозяином их земель.
В отместку Филмор решает сжечь индейский посёлок, чтобы на его месте устроить озеро. Филмор предлагает организовать этот пожар Кисуму и его друзьям-байкерам, пообещав снять с них полицейское обвинение в разграблении магазина и дать по 60 долларов каждому. Кисум сначала соглашается, но потом отказывается от сделки. Тогда Филмор подстраивает сперва изнасилование индейской девушки с последующим убийством байкером «Быком», а потом убийство «Быка» в соответствии с индейскими традициями и обычаями. Тем временем Марсия узнает, что Кисум сначала принял предложение Филмора.
Разозленные байкеры нападают на  посёлок и зовут на помощь своих друзей по мотоклубу. Индейцы вооружаются, возводят баррикады и защищаются всеми доступными средствами.
В результате гибнет много байкеров и много индейцев, в том числе и Джонни, а также убито несколько людей из шайки Филмора, и от индейского копья, брошенного одним из его же подручных, погибает сам Филмор. В горящем поселке остаются только Кисум и Марсия.

## В ролях
- Роберт Уокер мл. — Джонни Молодой Ястреб
- Адам Роарк — Кисум
- Джоанна Франк — Марсия
- Ларри Бишоп — Джойнт
- Ричард Андерс — Бык
- Мэл Бергер — Филмор
- Макс Джулиэн — Серый волк
- Байкеры мотоклуба «Ангелы ада» — Ангелы ада

## Оценки
По мнению специалиста по байкерскому кинематографу, кинокритика и писателя Джона Вулли, «Дикая семёрка» входит в число лучших фильмов о байкерах всех времён.

## Музыка к фильму
Саундтрек фильмы был издан в виде отдельного альбома в 1968 году на лейбле Atco Records.
Первая композиция — песня "Anyone for Tennis" группы Cream, написанная Эриком Клэптоном и изданная также в виде сингла, который достиг #64 в Billboard Hot 100 и #40 в UK Singles Chart
| №   | Название                       | Автор(ы)                          | Performer                        | Длительность |
| --- | ------------------------------ | --------------------------------- | -------------------------------- | ------------ |
| 1.  | «Anyone for Tennis»            | Eric Clapton, Martin Sharp        | Cream                            | 2:39         |
| 2.  | «Desert Ride»                  | Jerry Styner                      | Jerry Styner                     | 1:23         |
| 3.  | «Maria's Theme (Vocal)»        | Guy Hemric, Jerry Styner          | Barbara Kelly & the Morning Good | 2:27         |
| 4.  | «Shacktown Revenge»            | Jerry Styner                      | Barbara Kelly & the Morning Good | 1:58         |
| 5.  | «The Medal»                    | Jerry Styner                      | Barbara Kelly & the Morning Good | 1:36         |
| 6.  | «Here Comes the Fuzz»          | Jerry Styner                      | Barbara Kelly & the Morning Good | 1:15         |
| 7.  | «Iron Butterfly Theme»         | Doug Ingle                        | Iron Butterfly                   | 4:32         |
| 8.  | «Unconscious Power»            | Doug Ingle, Danny Weis, Ron Bushy | Iron Butterfly                   | 2:30         |
| 9.  | «Everyone Should Own a Dream»  | Guy Hemric, Jerry Styner          | Iron Butterfly                   | 2:23         |
| 10. | «The Deal»                     | Jerry Styner                      | Iron Butterfly                   | 1:43         |
| 11. | «Desert Love»                  | Jerry Styner                      | Iron Butterfly                   | 1:47         |
| 12. | «Ballad of the Savage Seven»   | Guy Hemric, Valjean Johns         | Barbara Kelly & the Morning Good | 2:35         |
| 13. | «Maria's Theme (Instrumental)» | Guy Hemric, Jerry Styner          | Barbara Kelly & the Morning Good | 2:08         |
| 14. | «The Savage Struggle»          | Jerry Styner                      | Barbara Kelly & the Morning Good | 2:24         |